# Little River (Nive River)
Der Little River ist ein Fluss im Westen des australischen Bundesstaates Tasmanien.

## Geografie

### Flusslauf
Der rund 26 Kilometer lange Little River entsteht im Lake Toorah im Zentrum des Walls-of-Jerusalem-Nationalparks. Von dort fließt er nach Südosten durch den Penah Lake, den Three Arm Lake und den Lake Olive. Schließlich mündet er östlich der Skalbone Plains in den Nive River.

### Durchflossene Seen
Er durchfließt die folgenden Seen:
- Lake Toorah – 1.178 m
- Penah Lake – 1.143 m
- Three Arm Lake – 1.115 m
- Lake Olive – 1.009 m